# «Тату» в Поднебесной
«Тату в Поднебесной» — документальный сериал, снятый в режиме реалити-шоу на СТС в 2004 году. Режиссёром телевизионной версии производства студии «Вертов и Ко» выступил Виталий Манский. Перед началом показа в январе на телеканале была проведена длительная рекламная кампания, в декабре 2003 года вышел фильм «Анатомия „Тату“», который снова показали в рамках телепроекта. Съёмки проходили в московской гостинице «Пекин».
Ожидалось, что во время съёмок группа «Тату» в прямом эфире запишет новый альбом. Однако телепроект продюсера Ивана Шаповалова закончился провалом, в результате компания Universal не получила альбом к назначенному сроку. Более того, участницы Юля Волкова и Лена Катина объявили о своём уходе от продюсера. Нездоровая атмосфера, сложившаяся во время съёмок, не способствовала успешной записи песен. В течение всего времени съёмок студию посещали посторонние лица, употреблявшие алкогольные напитки и наркотические средства, которые не способствовали нормальному ходу творческого процесса.
По итогам съёмок был выпущен сборник «Поднебесная № 1», составленный из 12 песен, большей частью присланных разными исполнителями. Только одна песня на диске в исполнении Лены Катиной относится к «Тату» — «Белочка». На презентации сборника присутствовал, в частности, лидер НБП Эдуард Лимонов.
Позднее Катина говорила: «Одни обкуренные, обдолбанные лица — и никакой работы. То один человек из команды уйдёт, то другой, то мы пишемся, то нет… Не хотела этого говорить, но скажу. В большой степени поспособствовало тому, что произошло с „Тату“ и Ваней Шаповаловым, окружение прилипал. Они, облепив его, вешали лапшу на уши и подносили „косячки“».

## Критика
Глава комиссии Московской городской думы по здравоохранению и охране общественного здоровья Людмила Стебенкова выразила обеспокоенность содержанием некоторых фрагментов шоу: «Меня как человека прежде всего потрясает то, что они перешли границы хулиганства. Думаю, что здесь идет целенаправленное вложение средств в пропаганду наркотиков, для чего и выбрана молодая аудитория, которая впитывает все пороки, которые во все времена отвергались в обществе. При этом это все делается с неистовой силой». По словам Стебенковой, в фильме «только и показывают, как главные герои курят, пьют и ругаются матом». Стебенкова обратила внимание на следующий эпизод: «Темненькая девочка, по-моему, её зовут Юля, говорит: „Я тусовалась с наркоманами, в той компании все кололись, я тоже укололась, и ничего. Как укололась, так и раскололась“».
Стебенкова расценила данную фразу как призыв к употреблению наркотиков: «Это абсолютная чушь. Если колоться, то, скорее всего, больше с иглы не слезешь. Поэтому возникло подозрение: а может быть, это скрытая реклама, проплаченная наркоторговцами?». В обращении в прокуратуру депутаты также просили оценить фрагмент, где Шаповалов и пресс-атташе группы Беата Ардеева раскуривают самокрутку, предположительно, с марихуаной.
Представитель Госнаркоконтроля РФ заявил, что для оценки фразы требуется экспертиза и в случае признания фразы пропагандой наркотиков ответственных могут оштрафовать. Пресс-служба СТС переложила ответственность за содержание программы на её создателей. Однако, как заявил Манский, программа, напротив, носит антинаркотический характер: «Весь пафос фильма и телепроекта направлен на то, чтобы люди увидели, что жизнь интересна без наркотиков». В чате СТС Катина сказала, что является противником легализации марихуаны.

## Производство
- Идея — Иван Шаповалов
- Телевизионная версия — Виталий Манский
- Режиссёр-постановщик — Владимир Тюлькин
- Режиссёры — Сергей Винокуров, Алина Рудницкая
- Редактор — Татьяна Шаврова
- Продюсеры — Александр Цекало, Александр Роднянский
- Производство — студия «Вертов и Ко»
- Телеканал-вещатель и права на СНГ — СТС
- Мировые права — компания «Неформат»

## Награды
- В 2004 году программа получила премию «Лавр» в номинации «Лучший документальный сериал, цикл документальных программ»[8].